# Волпа
Волпа (бел. Воўпа) — агрогородок в Волковысском районе Гродненской области Белоруссии. Население 721 человек (2009). Административный центр Волповского сельсовета.

## География

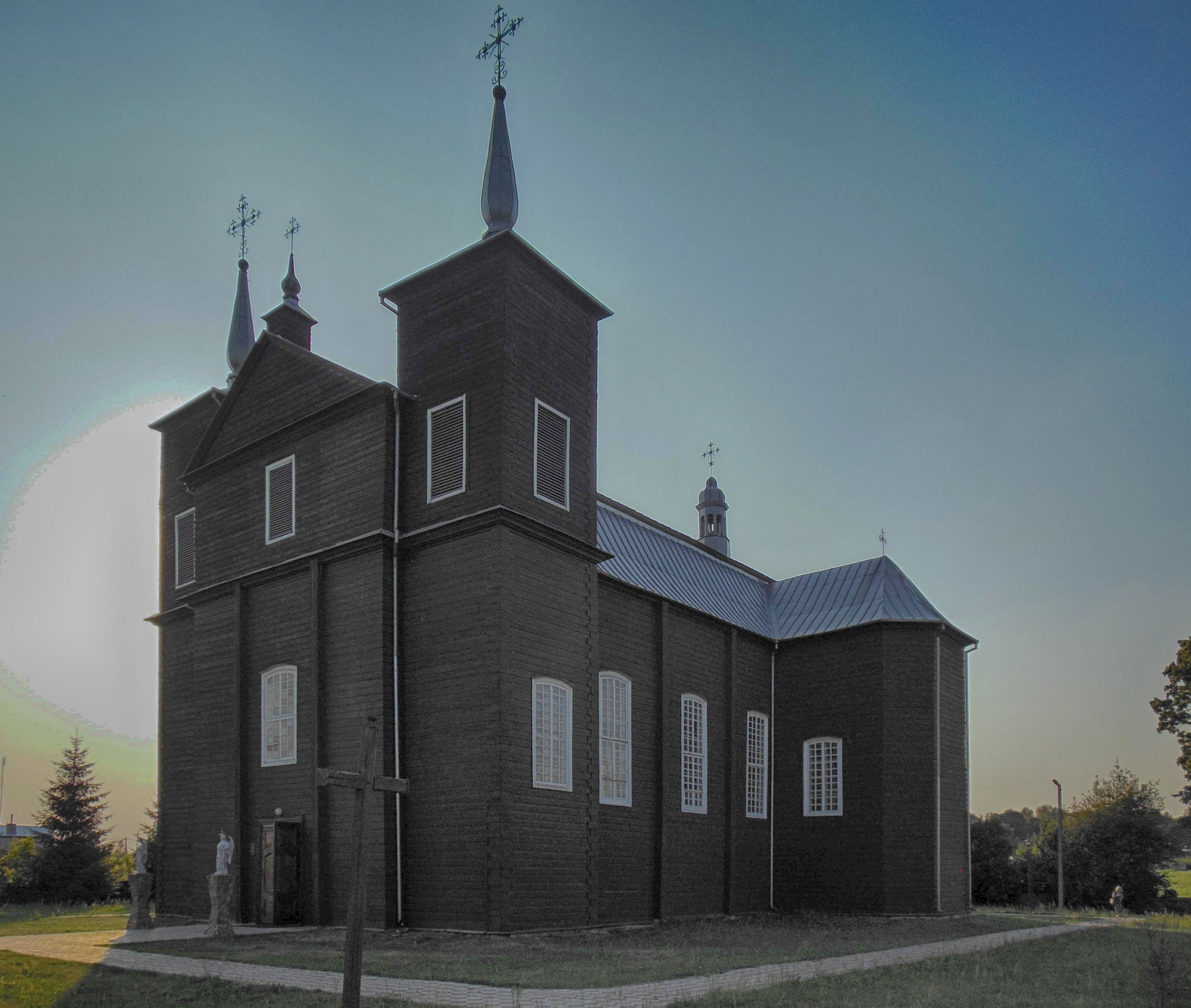
Католический храм Святого Иоанна Крестителя

Посёлок находится близ границы с Мостовским районом в 12 км к юго-западу от города Мосты и в 24 км к северу от Волковыска. Волпа стоит при впадении речки Волпянки в реку Россь. Рядом с посёлком расположена плотина созданной в 1955 году Волповской мини-ГЭС и небольшое водохранилище.
Посёлок стоит на пересечении шоссе Р44 (Гродно-Ивацевичи) и Р100 (Волпа — Мосты). Ближайшая ж/д станция Даниловичи (ветка Волковыск-Мосты) находится в 6 км к юго-востоку от Волпы.

## История
Впервые Волпа упоминается в XV веке как владение великого князя Казимира. В 1449 году великий князь пожаловал имение будущему великому канцлеру Олехне Судимонтовичу.
В 1474 году здесь основан католический приход и построен деревянный храм Иоанна Крестителя.
На рубеже XV и XVI веков Волпа перешла к роду Гольшанских, князь Павел Гольшанский сделал её центром своих владений.

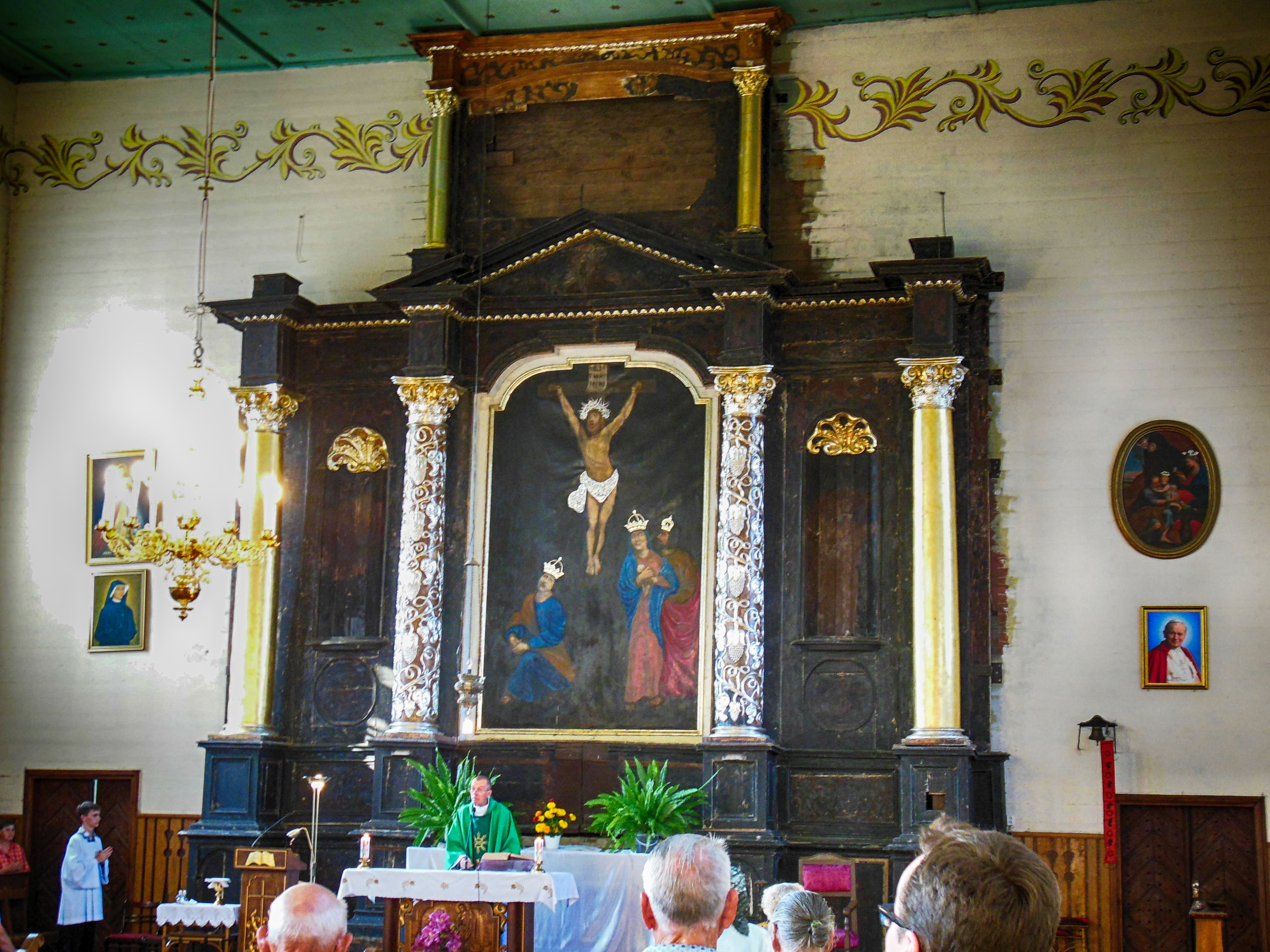
Алтарь католической церкви, начало XVII века

В XVI веке создано Волповское староство в составе Волковысского повета Новогрудского воеводства. В 1624 году его купил виленский воевода Лев Сапега для своего сына, Казимира Льва. Последний в 1643 году принимал в Волпе короля и великого князя Владислава IV. В 1662 году литовские конфедераты вынесли в городке смертный приговор гетману Винсенту Гонсевскому.
В XVIII веке имение приобрёл Юзеф Яблоновский, в начале XVIII века в местечке была возведена волповская синагога, шедевр деревянного зодчества, уничтоженная нацистами в Великую Отечественную войну. После сейма 1773—1775 годов Волповское староство получил Юзеф Винцент Плятер. В 1773 году на месте прежнего был возведён новый, также деревянный, костёл Иоанна Крестителя с резными алтарями. Главный алтарь первой половины XVII века был перенесён из старого костёла в новый (сохранился до наших дней). Король и великий князь Станислав Август Понятовский 21 января 1792 года дал городку магдебургское право и герб: «в голубом поле бобр натурального цвета».
В результате третьего раздела Речи Посполитой (1795) Волпа оказалась в составе Российской империи, в Гродненском уезде. На 1893 год в городке было 110 дворов, костёл, два православные часовни, синагога, два молитвенных дома, школа, пивоварня, два кожевенных и красильные заводы, 25 магазинов, ежегодно проводилось 5 небольших ярмарок

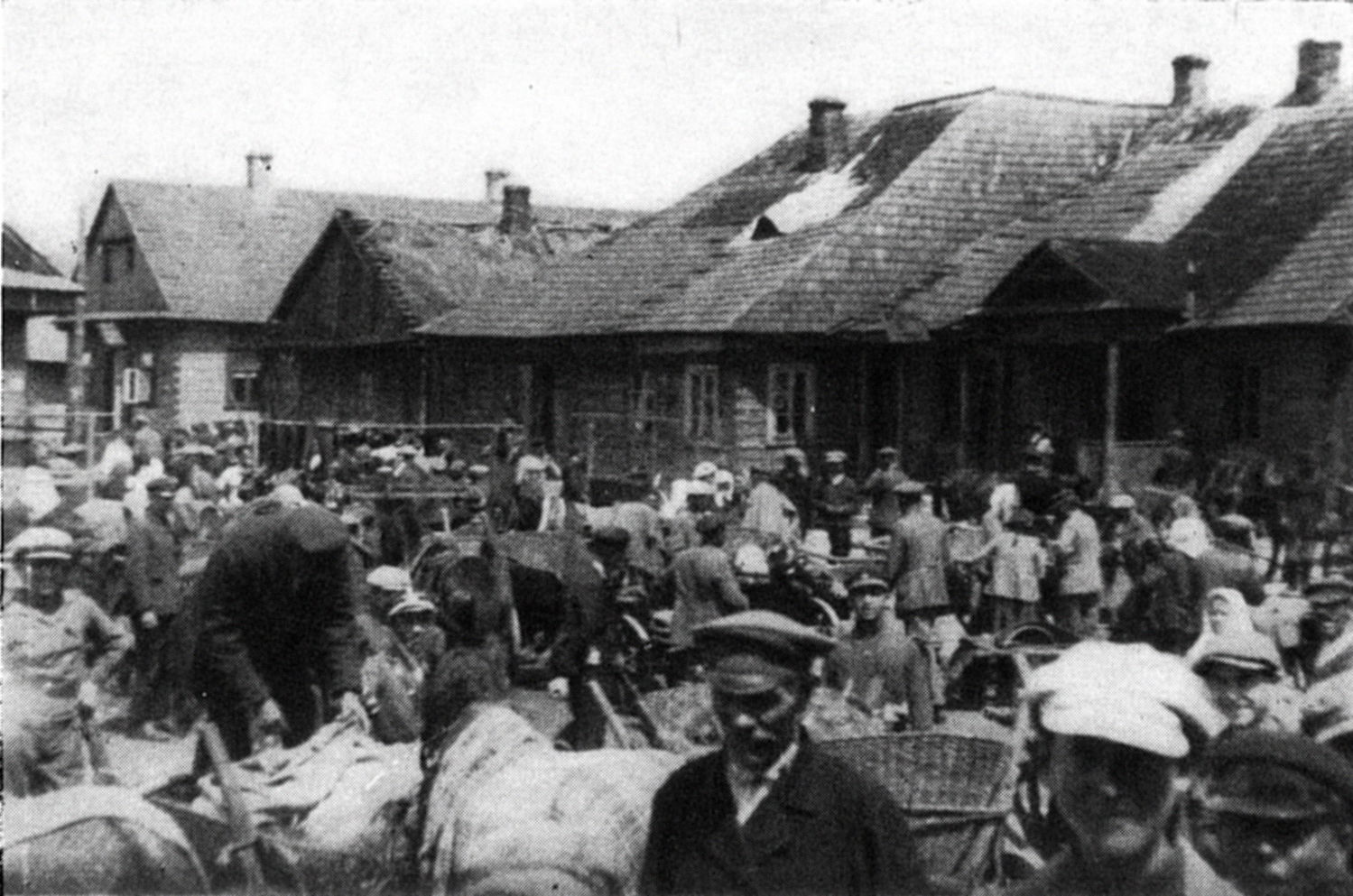
Рынок в Волпе. Фото начала XX века

По Рижскому мирному договору (1921 года) Волпа попала в состав межвоенной Польской Республики, была центром гмины Гродненского повета Белостокского воеводства.
В 1939 году Волпа вошла в состав БССР, с 12 декабря 1940 года — центр сельсовета. Статус поселения понизили до деревни. Во время Великой Отечественной войны почти всё еврейское население Волпы было согнано в гетто, а затем перемещено и убито в гетто в Волковыске, а знаменитая синагога сожжена. В частности, 2 ноября 1941 года оккупанты расстреляли 50 евреев Волпы на еврейском
кладбище — стариков и детей.
Состоянием на 1970 год в Волпе 274 дворов и 460 жителей, на 1990 год — 670 дворов и 1544 жителя. В 2009 году — 721 житель.

## Достопримечательности

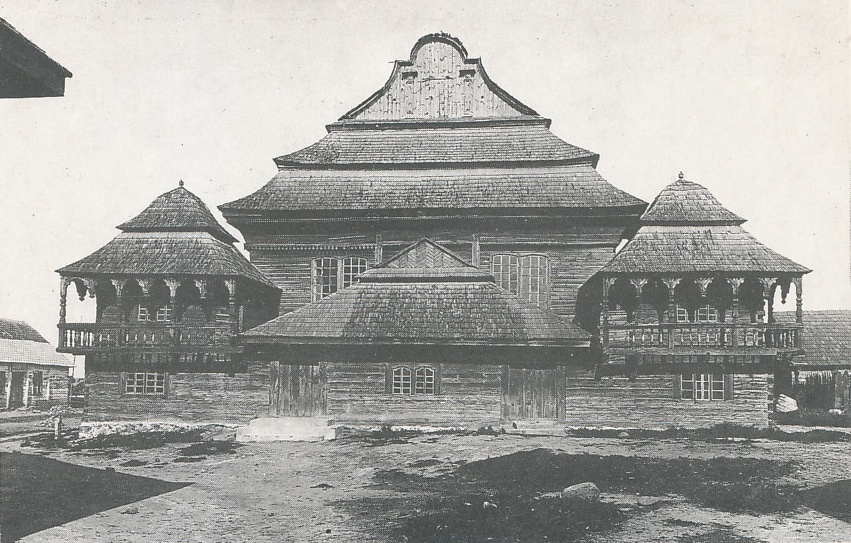
Волповская синагога, фото 1930 года

- Католический храм Святого Иоанна Крестителя, 1773 год. Шедевр деревянного зодчества. В храме — деревянный резной алтарь первой половины XVI века
  - Отдельно стоящая от храма колокольня, 1858 год
- Деревянная православная церковь Петра и Павла, 1848 год, восстановлена в 1945 году.
- Православная Спасо-Преображенская церковь, 2003 год
- Католическая кладбищенская часовня, 1873 год.
- Еврейское кладбище

### Несохранившиеся
- Волповская синагога, шедевр деревянного зодчества, уничтоженная нацистами в Великую Отечественную войну